# Andrews (Caroline du Sud)
Pour les articles homonymes, voir Andrews.
Andrews est une ville située dans le comtés de Georgetown et de Williamsburg, dans l’État de Caroline du Sud, aux États-Unis. Lors du recensement de 2020, elle comptait 2 575 habitants.